# Ашенбреннер Михайло Юлійович
Миха́йло Ю́лійович Ашенбре́ннер (* 9 вересня (21 вересня за новим стилем) 1842, Москва — † 11 листопада 1926, Москва) — один із діячів військової організації партії «Народна воля».

## Життєпис
Народився у Москві в сім'ї військового інженера. 1860 року закінчив Московський кадетський корпус. Вихований в дусі демократичних ідей, Ашенбреннер відмовився брати участь в придушенні польського повстання 1863 року.
У 1870—1882 роках служив у Миколаєві. Там 1882 року Ашенбреннер вступив до підпільного революційно-військового гуртка. Згодом Ашенбреннер дістав завдання налагодити зв'язки між окремими військовими гуртками і об'єднати їхню діяльність, але був виказаний провокатором С. Дегаєвим.
1884 року за «процесом 14-ти» засуджено до смертної кари, заміненою довічною каторгою, яку 20 років відбував у Шліссельбурзькій фортеці.
1904 року звільнено під нагляд поліції. До 1917 року жив у Смоленську.
Помер у Москві.
Спогади Ашенбреннера надруковано окремим виданням «Військова організація „Народної волі“ та інші спогади» (1924).